# Mémorial Irena Szewińska
La Mémorial Irena Szewińska est un meeting international d'athlétisme qui se déroule une fois par an au Stade Zdzisław-Krzyszkowiak de Bydgoszcz, en Pologne. Cette compétition, créée en 2019, fait suite au Festival européen d'athlétisme, qui s'est déroulé de 2001 à 2018 au même endroit. C'est l'une des étapes du World Athletics Continental Tour. Le meeting porte le nom de la sprinteuse polonaise Irena Szewińska, multiple médaillée olympique.

## Records du meeting
Les records du meeting selon le site officiel :

### Hommes
| Épreuve           | Record         | Athlète                                                                | Nationalité | Date             | Réf.  |
| ----------------- | -------------- | ---------------------------------------------------------------------- | ----------- | ---------------- | ----- |
| 100 m             | 10 s 02        | Elijah Hall-Thompson                                                   | États-Unis  | 3 juin 2022      |       |
| 200 m             | 19 s 95        | Erriyon Knighton                                                       | États-Unis  | 6 juin 2023      |       |
| 400 m             | 45 s 48        | Edoardo Scotti                                                         | Italie      | 19 août 2020     |       |
| 800 m             | 1 min 44 s 08  | Andreas Kramer                                                         | Suède       | 20 juin 2024     | [ 1 ] |
| 1 500 m           | 3 min 33 s 56  | Pietro Arese                                                           | Italie      | 6 juin 2023      |       |
| 2 000 m           | 4 min 55 s 44  | Matthew Ramsden                                                        | Australie   | 19 août 2020     |       |
| 110 m haies       | 13 s 24        | Daniel Roberts                                                         | États-Unis  | 6 juin 2023      |       |
| 400 m haies       | 46 s 98        | Khallifah Rosser                                                       | États-Unis  | 3 juin 2022      |       |
| 3 000 m steeple   | 8 min 14 s 02  | Tareq Mubarak Taher                                                    | Bahreïn     | 10 juin 2009     |       |
| 5 000 m marche    | 18 min 44 s 36 | Robert Korzeniowski                                                    | Pologne     | 15 juin 2001     |       |
| Saut en hauteur   | 2,34 m         | Grzegorz Sposób                                                        | Pologne     | 5 juin 2004      |       |
| Saut à la perche  | 6,01 m         | Yevgeniy Lukyanenko                                                    | Russie      | 1er juillet 2008 |       |
| Saut en longueur  | 8,03 m         | Vladimir Zyskov                                                        | Ukraine     | 5 juin 2004      |       |
| Triple saut       | 17,32 m        | Phillips Idowu                                                         | Royaume-Uni | 3 juin 2011      |       |
| Lancer du poids   | 22,22 m        | Leonardo Fabbri                                                        | Italie      | 20 juin 2024     | [ 1 ] |
| Lancer du disque  | 69,43 m        | Virgilijus Alekna                                                      | Lituanie    | 10 juin 2007     |       |
| Lancer du marteau | 82,77 m        | Paweł Fajdek                                                           | Pologne     | 30 juin 2021     |       |
| Lancer du javelot | 91,40 m        | Marcin Krukowski                                                       | Pologne     | 19 août 2020     |       |
| 4 × 100 m         | 38 s 84        | Marcin Krzywański Marcin Jędrusiński Piotr Balcerzak Ryszard Pilarczyk | Pologne     | 15 juin 2001     |       |
| 4 × 400 m         | 3 min 2 s 17   | Piotr Rysiukiewicz Piotr Haczek Piotr Długosielski Robert Maćkowiak    | Pologne     | 15 juin 2001     |       |

### Femmes
| Épreuve           | Record        | Athlète                                                            | Nationalité       | Date             | Réf.  |
| ----------------- | ------------- | ------------------------------------------------------------------ | ----------------- | ---------------- | ----- |
| 100 m             | 11 s 17       | Michelle-Lee Ahye                                                  | Trinité-et-Tobago | 3 juin 2022      |       |
| 200 m             | 22 s 23       | Daryll Neita                                                       | Royaume-Uni       | 6 juin 2023      |       |
| 400 m             | 49 s 86       | Natalia Kaczmarek                                                  | Pologne           | 20 juin 2024     | [ 1 ] |
| 800 m             | 1 min 59 s 39 | Worknesh Mesele                                                    | Éthiopie          | 30 juin 2021     |       |
| 1 500 m           | 3 min 58 s 59 | Freweyni Hailu                                                     | Éthiopie          | 20 juin 2024     | [ 1 ] |
| 3 000 m           | 8 min 56 s 79 | Roxana Birca                                                       | Roumanie          | 3 juin 2011      |       |
| 100 m haies       | 12 s 41       | Alaysha Johnson                                                    | États-Unis        | 6 juin 2023      |       |
| 400 m haies       | 54 s 08       | Vania Stambolova                                                   | Bulgarie          | 3 juin 2012      |       |
| 3 000 m steeple   | 9 min 23 s 23 | Yuliya Zarudneva                                                   | Russie            | 10 juin 2009     |       |
| Saut en hauteur   | 2,05 m        | Blanka Vlasic                                                      | Croatie           | 1er juillet 2008 |       |
| Saut à la perche  | 4,71 m        | Anna Rogowska                                                      | Pologne           | 6 juin 2010      |       |
| Saut en longueur  | 6,66 m        | Tatyana Kotova                                                     | Russie            | 6 juin 2010      |       |
| Triple saut       | 14,41 m       | Anna Pyatykh                                                       | Russie            | 10 juin 2009     |       |
| Lancer du poids   | 19,10 m       | Krystyna Zabawska                                                  | Pologne           | 15 juin 2001     |       |
| Lancer du disque  | 63,52 m       | Kateryna Karsak                                                    | Croatie           | 3 juin 2011      |       |
| Lancer du marteau | 78,79 m       | Brooke Andersen                                                    | États-Unis        | 6 juin 2023      |       |
| Lancer du javelot | 61,73 m       | Nikola Ogrodnikova                                                 | Tchéquie          | 29 mai 2018      |       |
| 4 × 100 m         | 43 s 13       | O. Rajdasz Irina Shepetyuk Marina Maydanova Anzhela Kravchenko     | Ukraine           | 5 juin 2004      |       |
| 4 × 400 m         | 3 min 29 s 17 | Natalya Khrushchelyova Yuliya Nosova Olesya Zykina Irina Rosikhina | Russie            | 15 juin 2001     |       |